# Aeropuerto de Memmingen
El Aeropuerto de Memmingen (IATA: FMM, OACI: EDJA) es un pequeño aeropuerto público ubicado en Memmingerberg relativamente próximo a la ciudad de Memmingen, Alemania, en la región de Suabia. Es el segundo aeropuerto más pequeño de los cuatro presentes en Baviera con vuelos aéreos comerciales y es el que se encuentra a una mayor elevación de todos los aeropuertos comerciales de Alemania. Hasta el 25 de septiembre de 2008, fue conocido como Aeropuerto de Allgäu/Memmingen.
El aeropuerto de Memmingen cuenta con un ILS Categoría I en la pista 24, NDB/DME, GPS RNAV.
Ubicado a unos 3,8 km del centro de la ciudad de Memmingen y a 110 km del centro urbano de Múnich, no sólo atiende a Memmingen y el área de Allgäu, sino que también es una alternativa de bajo coste al Aeropuerto de Múnich.
Está administrado por Allgäu Airport GmbH & Co. KG, una sociedad limitada compuesta por la práctica totalidad de compañías locales de mediano tamaño.

## Historia
En 1935, se construyó un aeródromo militar en Memmingerberg. Este, fue utilizado durante toda la Segunda Guerra Mundial. Tras ser construido, fue utilizado por la USAF para efectuar vuelos de entrenamiento desde 1956. De 1959 a 2003, fue la casa del Ala 34 de cazas „Allgäu“ de la Fuerza Aérea de Alemania.
El 20 de julio de 2004, el aeropuerto recibió el certificado de aeropuerto regional comercial e inició sus operaciones el 5 de agosto de 2004; sin embargo, en ese momento, no había vuelos regulares o chárter. Los vuelos regulares al Hanover Fair de 2005 fueron cancelados debido a la escasez de demanda. En junio de 2005, el distrito de Oberallgäu garantizó una financiación inicial de 480.000 €. Además, 200.000 € fueron también garantizados por la ciudad de Memmingen siguiendo lo elegido en votación popular el 25 de septiembre de 2005. En 2006, se planearon vuelos regulares a Dortmund y Rostock pero fueron cancelados posteriormente debido a que la compañía se declaró insolvente. En otoño de 2006, la compañía de transporte aéreo Luftfahrtgesellschaft Walter ofreció vuelos chárter a Dortmund durante dos meses, en el que sólo cien pasajeros fueron transportados.
En marzo de 2007, un subsidio prometido de 7.500.000 € por parte del Estado de Baviera fue aprobado por la Comisión Europea.
El 28 de junio de 2007, TUIfly comenzó a ofrecer vuelos regulares a destinos domésticos y vuelos chárter a destinos vacacionales como Mallorca, Creta, Nápoles, Roma, Venecia y Antalya.

## Situación actual
Aunque la longitud de la pista es de unos tres kilómetros que debería permitir aviones de gran tamaño, el certificado del aeropuerto sólo permite la operación de aeronaves con una envergadura de hasta 36 metros.
Aunque se trata de un aeropuerto internacional, prácticamente todos los vuelos de Memmingen son a destinos miembros de la Unión Europea y del Acuerdo Schengen. Así pues, la mayoría de vuelos no requieren controles fronterizos de inmigración y aduanas y por tanto no hay oficina permanente de aduanas en el aeropuerto. Los vuelos semanales desde Antalya, Turquía y Kiev (Ucrania) fueron gestionados por guardabosques de Baviera al principio y actualmente, tras efectuar una excepción el aeropuerto, son gestionados por agentes de aduanas de la región.
Ryanair anunció en marzo de 2009 siete nuevas rutas a/desde Memmingen que comenzarían en mayo de 2009. Ryanair ha continuado anunciando nuevas rutas y desde mayo de 2010 Ryanair opera catorce rutas.

## Aerolíneas y destinos
| Aerolíneas        | Destinos |
| ----------------- | --- |
| Aegean Airlines   | Chárter estacional: Heraclión |
| Avanti Air        | Chárter estacional: Calvi |
| Corendon Airlines | Hurghada Estacional: Antalya |
| Eurowings         | Estacional: Palma de Mallorca |
| Freebird Airlines | Chárter estacional: Hurghada |
| GP Aviation       | Chárter: Pristina |
| Ryanair           | Alicante, Amman–Reina Alia, Bania Luka, Cracovia, Dublín, Estambul, Faro, Fuerteventura, Londres–Stansted, Málaga, Malta, Palermo, Palma de Mallorca, Pafos, Oporto, Riga, Roma–Fiumicino, Sarajevo (inicia 1 de abril de 2024), Sofía, Tánger (inicia 31 de marzo de 2024), Tel Aviv, Salónica, Tenerife–Sur, Valencia, Zagreb Estacional: Alguer, Brindisi, Corfú, Dubrovnik (inicia 2 de abril de 2024), Gerona, Gran Canaria, La Canea, Lamezia Terme, Lanzarote, Nápoles, Pescara, Pisa, Pula (inicia 1 de junio de 2024), Rodas (reinicia 1 de abril de 2024), Santiago de Compostela, Zadar |
| Wizz Air          | Belgrado, Bucarest–Otopeni, Catania, Cluj-Napoca, Iași, Kutaisi, Niš, Ohrid, Podgorica, Pristina, Roma–Fiumicino, Sibiu, Skopie, Sofía, Suceava, Târgu Mureș (finaliza 29 de marzo de 2024), Timișoara, Tirana, Tuzla, Varna |